# Gobierno de Moscú

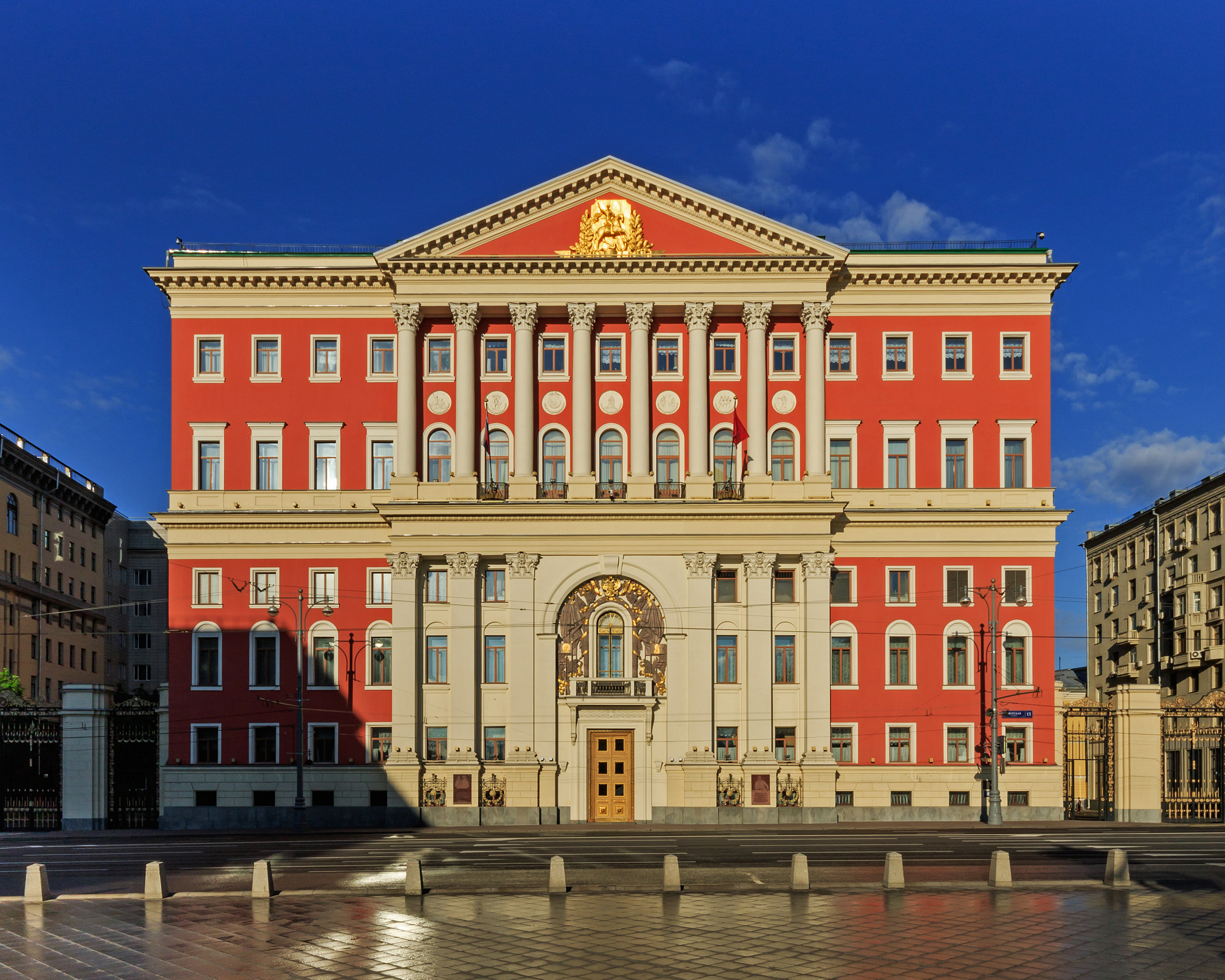
Residencia del Alcalde de Moscú (Calle Tverskaya, 13)

Gobierno de Moscú (en ruso: Правительство Москвы) es el máximo órgano ejecutivo de la autoridad estatal de Moscú. El Gobierno de Moscú está encabezada por el funcionario más alto de la ciudad de Moscú, es decir, el Alcalde de Moscú.
Los miembros del Gobierno de Moscú son el alcalde de Moscú, los Tenientes de Alcalde de Moscú en el Gobierno de Moscú y los ministros del Gobierno de Moscú. El Gobierno de Moscú emite órdenes (órdenes del Gobierno de Moscú) que se firmó por el Alcalde de Moscú. El Gobierno de Moscú tiene personalidad jurídica. Estructura y funcionamiento del Gobierno de Moscú son establecidos por la ley de Moscú, adoptada por Duma de Moscú.
De acuerdo con la Constitución de la Federación de Rusia, Moscú es un sujeto independiente de la Federación Rusa, la llamada ciudad de importancia federal.